# Мардж Симпсон
Ма́рджори Жакли́н (Мардж) Си́мпсон (англ. Marjorie Jacqueline (Marge) Simpson; урожд. — Бувье́ (англ. Bouvier)) — персонаж американского анимационного ситкома «Симпсоны» и часть одноимённой семьи. Озвученная Джулией Кавнер, она впервые появилась 19 апреля 1987 года на телевидении в короткометражном фильме «Шоу Трейси Ульман» «Спокойной ночи!». Мардж была создана и спроектирована карикатуристом Мэттом Грейнингом, когда он ждал в вестибюле офиса Джеймс Л. Брукса. Грейнинга вызвали, чтобы предложить серию короткометражных фильмов, основанных на его комиксе «Жизнь в аду», но он решил создать новый набор персонажей. Прототипом Мардж стала его мать, Маргарет Грейнинг. После появления на «Шоу Трейси Ульман» в течение трёх сезонов семья Симпсонов получила свой сериал на Fox, который дебютировал 17 декабря 1989 года.
Мардж — матриарх семьи Симпсонов. Её муж — Гомер Симпсон, у них трое детей: Барт, Лиза и Мэгги. Мардж является моралистической силой в своей семье, это голос разума в хаосе жизни Симпсонов, она пытается поддерживать порядок в доме. Её часто изображают как стереотипную телевизионную мать и часто включают в списки лучших «телевизионных мам». Она появилась в других средствах массовой информации, связанных с «Симпсонами», включая видеоигры, мультфильм «Симпсоны в кино», The Simpsons Ride, рекламу и комиксы, и вдохновила целую линейку товаров.
Отличительная синяя причёска-бабетта Мардж была вдохновлена сочетанием образа невесты в «Невесте Франкенштейна» и стиля, который носила Маргарет Грейнинг в 1960-х годах. Джулию Кавнер, которая была членом оригинального актёрского состава «Шоу Трейси Ульман», попросили озвучить Мардж, чтобы не понадобилось нанимать других актёров озвучивания. Кавнер получила несколько наград за озвучивание Мардж, в том числе прайм-таймовую премию «Эмми» за лучшее озвучивание в 1992 году. Она также была номинирована на премию «Энни» за лучшее озвучивание в анимационном фильме за роль в «Симпсонах в кино». В 2000 году Мардж вместе с остальными членами своей семьи была награждена звездой на Голливудской аллее славы.

## Роль в «Симпсонах»
«Симпсоны» используют плавающую временную линию (персонажи физически не стареют), и как таковое действие, как правило, как предполагается, происходит в текущем году. В нескольких эпизодах события были связаны с конкретными периодами времени, хотя эта хронология противоречила в последующих эпизодах. Мардж Симпсон замужем за Гомером и является матерью Барта, Лизы и Мэгги Симпсон. Её воспитывали родители, Жаклин и Клэнси Бувье. У неё есть пара сестёр, мрачные и унылые Пэтти и Сельма, которые вслух не одобряют Гомера. В эпизоде «The Way We Was» через воспоминания выясняется, что Мардж училась в Спрингфилдской средней школе и в последний год она познакомилась с Гомером, после того как они оба были отправлены в тюрьму — Гомер — за курение в ванной с Барни, а Мардж — за то, что сожгла бюстгальтер во время феминистской протестной акции. Сначала она была настроена настороженно к Гомеру, но согласилась пойти с ним на выпускной, хотя в итоге она пошла с Арти Зиффом, после того как Гомер получил уроки репетиторства, чтобы лучше узнать её, зная, что ей нужно спать для школьной встречи. Тем не менее она пожалела, что пошла с Арти, когда он начал склонять её к интимной близости после выпускного. В конце вечера, когда Арти отвез её домой после того, как она получила пощёчину, она шпионила за Гомером, идущим по обочине дороги с корсажем, предназначенным для неё. Услышав, как её родители высказывают своё негативное мнение о Гомере, она взяла свою машину и вернулась, чтобы подвезти его. Затем она сказала Гомеру, что должна была пойти с ним на выпускной, и он починил её защелкнутый плечевой ремень корсажем. Во время поездки он говорит ей, что обнимет её, поцелует и никогда не сможет отпустить. После того, как они встречались в течение нескольких лет, Мардж обнаружила, что беременна Бартом, и они с Гомером поженились в небольшой свадебной часовне на границе штата. Потом родился Барт, и пара купила свой первый дом. Эпизод «That ’90s Show» противоречил большей части устоявшейся предыстории; например, было выявлено, что Мардж и Гомер были бездетны в начале 1990-х годов, хотя в прошлых эпизодах предполагалось, что Барт и Лиза родились в 1980-х годах.
Как и у многих персонажей «Симпсонов», возраст и день рождения Мардж для сюжета разных серий меняются. В эпизодах первого сезона «Жизнь на быстрой дорожке» и «В один из волшебных вечеров» говорится, что Мардж 34 года. Это также возраст, данный в книге «Симпсоны: Полное руководство по нашей любимой семье», написанной создателем «Симпсонов» Мэттом Грейнингом. В эпизоде «Homer’s Paternity Coot» Мардж утверждает, что изумруд был бы её камнем рождения, если бы она родилась три месяца спустя, поместив свой день рождения где-то в феврале. В эпизоде «Regarding Margie» Гомер упомянул, что Мардж была его возраста, что означает, что она могла быть где-то между 36 и 40 годами. Во время этого эпизода (Kiss Kiss Bang Bangalore) Лиза ставит под сомнение память Гомера о дне рождения Мардж. Когда он не может вспомнить, Мардж кричит, что это в мае. В эпизоде восемнадцатого сезона «Marge Gamer» она заявляет, что у неё и актёра Рэнди Куэйда одна и та же дата рождения (1 октября).
Мардж не работала на большей части сериала, предпочитая быть домохозяйкой и заботиться о своей семье. Тем не менее в ходе сериала она занималась несколькими одноразовыми работами. К ним относятся работа ядерным техником вместе с Гомером на Спрингфилдской атомной электростанции в эпизоде «Marge Gets a Job»; продажа домов в эпизоде «Realty Bites»; владение собственным крендельным бизнесом в эпизоде «The Twisted World of Marge Simpson» и работа в эротической пекарне в «Sex, Pies and Idiot Scrapes». Хотя Мардж никогда не выражала недовольства своей ролью домохозяйки, ей это надоедает. В эпизоде «The Springfield Connection» Мардж решила, что ей нужно больше волнения в её жизни, и стала полицейской. Однако к концу эпизода она узала о коррупции в полиции, расстроилась и уволилась.

## Персонаж

### Создание

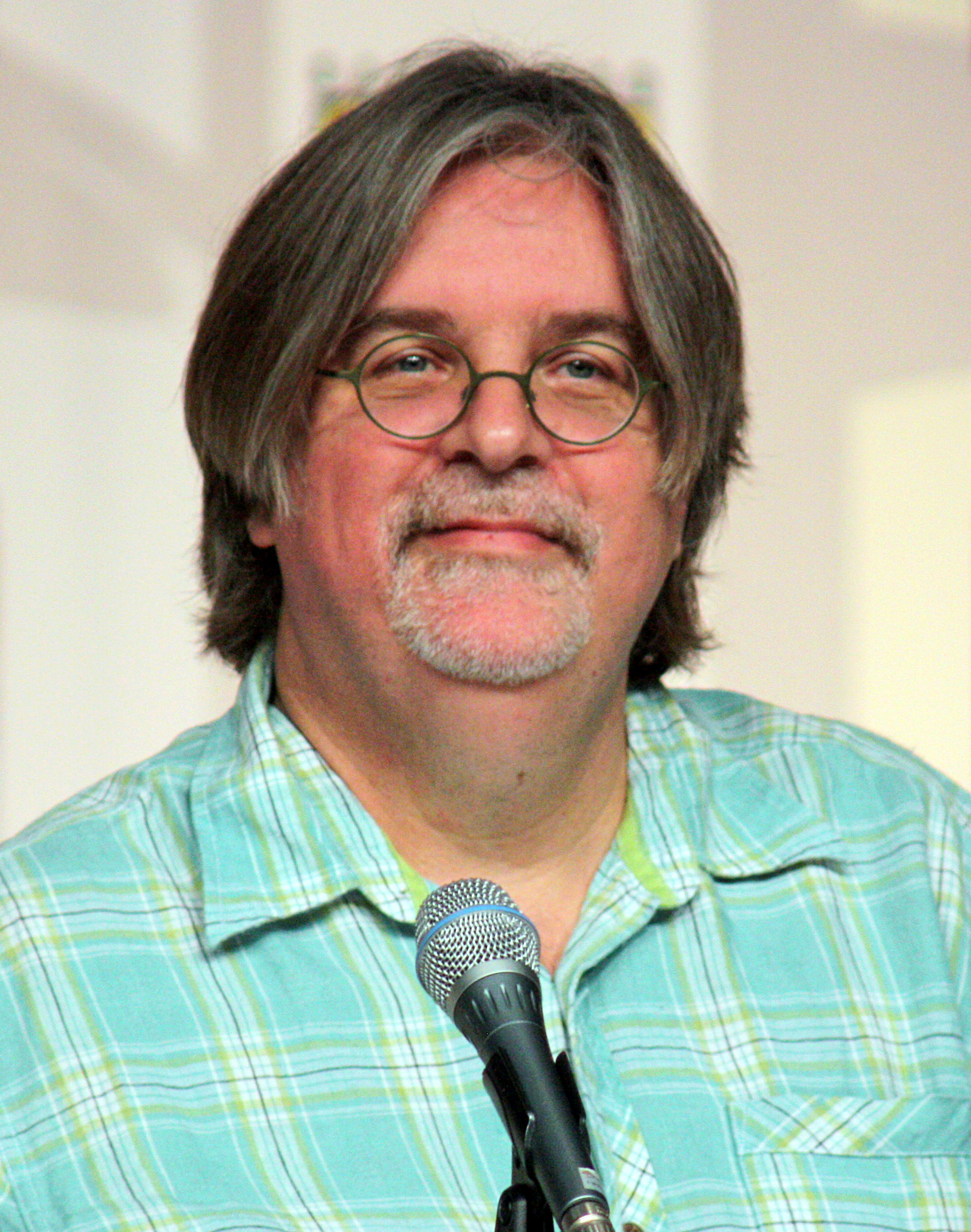
Мэтт Грейнинг создал Мардж, ожидая в офисе Джеймса Л. Брукса.

Мэтт Гронинг впервые задумал Мардж и остальную часть семьи Симпсонов в 1987 году в вестибюле офиса продюсера Джеймс Л. Брукса. Гронинга призвали представить серию анимационных короткометражных фильмов для «Шоу Трейси Ульмана» и намеревался представить экранизацию его комикса «Жизнь в аду». Когда он понял, что анимация «Жизнь в аду» потребует от него отказа от прав на публикацию, Грейнинг решил пойти в другом направлении и поспешно набросал свою версию неблагополучной семьи, назвав персонажей в честь членов своей семьи. Мардж была названа в честь матери Грейнинга Маргарет «Мардж» Грейнинг, которая сказала, что она мало похожа на персонажа, заявив: «Очень странно, когда люди думают, что ты мультфильм». Причёска бабетта Мардж была вдохновлена заглавной героиней фильма «Невеста Франкенштейна» и стилем, который Маргарет Грейнинг носила в 1960-х годах, хотя её волосы никогда не были синими.
Мардж дебютировала с остальными членами семьи Симпсонов 19 апреля 1987 года в короткометражке «Шоу Трейси Ульман» «Спокойной ночи!». В 1989 году короткометражные фильмы были адаптированы в «Симпсонов», получасовой сериал, который транслировался на Fox Network. Мардж и семья Симпсон остались главными героями этого нового сериала.
Мэтт Грейнинг считает, что эпизоды с участием Мардж являются одними из самых сложных для написания. Билл Оукли считает, что «младшим» сценаристам обычно дают эпизоды Мардж, потому что он и партнёр по написанию Джош Вайнштейн получили несколько эпизодов для написания сценария в течение первого сезона. Во время третьего сезона большинство сценаристов сосредоточились на Барте и Гомере, поэтому Дэвид М. Стерн решил написать сценарий к 15-му эпизоду 3-го сезона — «Homer Alone». Он чувствовал, что добавит драматизма комедии в эпизоде, где у Мардж нервный срыв, и Джеймс Л. Брукс быстро его одобрил.

### Дизайн
Вся семья Симпсонов была создана таким образом, чтобы они были узнаваемы по силуэту. Семья была грубо нарисована, потому что Грейнинг представил основные эскизы аниматорам, предполагая, что они доработают их; вместо этого они просто скопировали его рисунки. Чтобы нарисовать Мардж, аниматоры обычно начинают со сферы, похожей на то, как рисуют для Лизы и Мэгги. Затем рисуют глаза, один примерно в середине сферы, а другой — на передней стороне головы. Затем рисуют нос и губы. Затем сверху рисуют её волосы в виде длинной трубки, выходящей из сферы. Оригинальная идея, которая была у аниматоров, когда Мардж проходила через дверные проёмы, заключалась в том, что её волосы будут опущены, когда она проходит, а затем, как только она выйдет из двери, они будут расправляться. Это никогда не использовалось. Первоначальный план Грейнинга для волос Мардж заключался в том, чтобы они скрывали большие кроличьи уши в стиле «Жизнь в аду». Шутка должна была быть раскрыта в заключительном эпизоде, но был отменена на ранней стадии из-за несоответствий, а также из-за того, что кроличьи уши будут слишком абсурдными даже для «Симпсонов».

### Голос

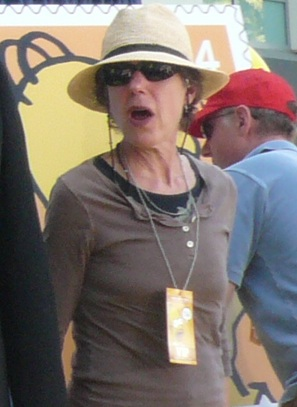
Джулия Кавнер

Мардж озвучивает Джулия Кавнер, которая также озвучивает мать Мардж, Жаклин, и её сестёр — Пэтти и Сельму. Кавнер была частью регулярного актёрского состава «Шоу Трейси Ульман». Для короткометажных фильмов были необходимы голоса, поэтому продюсеры решили попросить Кавнер и её коллегу по актёрскому составу Дэна Кастелланету озвучить Мардж и Гомера, а не нанимать больших актёров. В части контракта Кавнер говорится, что ей никогда не придется продвигать «Симпсонов» на видео, и она редко исполняет голос Мардж на публике, потому что считает, что это «уничтожает иллюзию». Зрители чувствуют, что «это настоящие люди». Кавнер серьёзно относится к сеансам записи и считает, что озвучка «немного более ограничивающая, чем живое исполнение. И я не имею никакого отношения к движению моего персонажа».
Хриплый голос Мардж лишь немного отличается от голоса Кавнер, у которой «медовый гравийный голос» что, по её словам, связано с «ударом по [её] голосовым связкам». В то время как Мардж — её самый известный персонаж, любимые персонажи Кавнер для озвучивания — Пэтти и Сельма, потому что «они действительно смешные и грустные одновременно». В мультфильме «Симпсоны в кино» некоторые сцены, такие как видеообращение Мардж Гомеру, были записаны более ста раз, когда Кавнер уставала Кристен Белл озвучила вокал Мардж в эпизоде «The Star of the Backstage».
До 1998 года Джулии Кавнер платили 30 000 долларов за эпизод. Во время спора о заработной плате в 1998 году Fox пригрозила заменить шесть главных актёров озвучивания новыми актёрами. Тем не менее спор был разрешён, и она получала 125 000 долларов за эпизод до 2004 года, когда актёры озвучивания потребовали, чтобы им заплатили 360 000 долларов за эпизод. Проблема была решена месяц спустя, и Кавнер зарабатывала уже 250 000 долларов за эпизод. После переговоров о зарплате в 2008 году актёры озвучивания получают около 400 000 долларов за эпизод. Три года спустя, когда Fox пригрозила отменить сериал, если расходы на производство не будут сокращены, Кавнер и другие актёры согласились на 30-процентное сокращение зарплаты до чуть более 300 000 долларов за эпизод.

### Личность
Мардж, как правило, является стереотипной матерью ситкома, и она также играет "долгострадающую жену", которая мирится с выходками своих детей и своего неуклюжего мужа. Хотя она обычно воспринимает проблемы своей семьи с хорошим юмором, в эпизоде «Homer Alone» её рабочая нагрузка и связанный с этим стресс вызвали у неё нервный срыв. Проведя время в «Ранчо Релакс», во время которого её семья едва справлялась с её отсутствием, она вернулась отдохнувшей, и все обещали чаще помогать.
Мардж часто высказывает обоснованное мнение для Гомера, и их брак часто был шатким. Мардж признаёт, что она «многое принесла в жертву в [их] браке» и несколько раз покидала Гомера или выгоняла его из дома. Один из первых таких эпизодов, изображающих это, — это «Secrets of a Successful Marriage», где Гомер начинает преподавать основы семейной жизни, читая лекции о том, как построить успешный брак. Поначалу он терпит неудачу, но завоевываёт интерес класса, когда начинает раздавать семейные секреты, многие из которых касаются Мардж. Узнав об этом, Мардж разозлилась и выгнала его из дома. На следующий день Гомер приходит грязным и растрёпанным и умоляет Мардж забрать его обратно, говоря, что единственное, что он может предложить ей, что никто другой не может, это «полная и абсолютная зависимость». Сначала Мардж не видит в этом пользы, но в конце концов признаёт, что он «действительно [заставляет] девушку чувствовать себя нужной». Эпизоды, изображающие супружеские проблемы, стали более частыми в последних сезонах шоу.
Пройдя через всё это, Мардж осталась верной Гомеру, несмотря на искушения лиц противоположного пола, такие как в эпизоде «Life on the Fast Lane», где она сопротивляется французу Жаку и решает остаться с Гомером.
Мардж более заботливая, понимающая по отношению к Барту, чем Гомер, но она называет его «горюшком» и часто смущается его выходками. В эпизоде «Marge Be Not Proud» она чувствовала, что слишком много ухаживает за Бартом, и начала вести себя более отстраненно по отношению к нему, после того как его поймали на краже в магазине. В начале эпизода Барт протестовал против её «чрезмерного материнства», но когда она начала отдаляться, он почувствовал себя плохо и помирился с ней. Мардж выразила понимание своего «особого маленького парня» и много раз защищала его. Однажды она сказала: «Я знаю, что Барт может быть кучкой дерьма, но я также знаю, какой он внутри. У него есть искра. Это не плохо… Конечно, это заставляет его делать плохие вещи».
У Мардж хорошие отношения с Лизой, и показано, что они довольно хорошо ладят. Мардж чрезмерно защищает Мэгги, что заставляет ту становиться слишком цепкой и зависимой от Мардж. Мардж поддерживает хорошие отношения со своей матерью и сестрами, хотя они не одобряют Гомера и открыто говорят об этом. Мардж терпела их критику, но иногда теряла терпение с ними, однажды называв их «упырями».
Покойный отец Мардж, Клэнси, редко упоминается в сериале, и у него были разговорные роли только в двух эпизодах. В эпизоде «Fear of Flying» выяснилось, что Клэнси сказал Мардж, что он пилот, но на самом деле он был бортпроводником. Однажды Мардж обнаружила это, у неё развилась аэрофобия. В эпизоде «Jazzy and the Pussycats» Гомер случайно упоминает, что они присутствовали на его похоронах. В эпизоде «Puffless» выяснилось, что Клэнси умер от рака лёгких.
Мардж считает, что у неё более высокая мораль и она более законопослушна, чем большинство других персонажей, когда-то возглавляя семейные ценности против жестокого «Шоу Щекотки и Царапки» будучи видным членом «Комитета граждан по моральной гигиене». Она часто является голосом разума и в городских делах, но многие горожане разочарованы в ней или презирают её из-за неспособности распознать нарушения социальных норм или правильно реагировать на них.
Мардж — единственный член семьи, которая поощряет и часто заставляет посещать церковь. В эпизоде «Homer the Heretic» Гомер начинает пропускать церковь, и Мардж говорит ему: «Не заставляй меня выбирать между моим мужчиной и моим Богом, потому что ты просто не можешь победить». Тем не менее в некоторых эпизодах стереотипное отношение Мардж, похоже, влияет на её отношения с Лизой, которая является феминисткой. В эпизоде «Lisa the Skeptic» обнаружен «скелет ангела», к которому Лиза настроена скептически. Когда Лиза разглагольствует о людях, которые считают, что это ангел, Мардж сообщает ей, что она также считает, что это ангел. Она говорит Лизе: «В жизни должно быть нечто большее, чем просто то, что мы видим, каждому нужно во что-то верить».
Несмотря на свои весьма спорные моральные позиции, Мардж борется с пороками, такими как зависимость от азартных игр. Хотя Мардж научилась справляться со своей зависимостью, она никогда полностью не исчезала и остаётся основной проблемой, на которую иногда ссылаются в сериале. Известно, что Мардж также страдает от ОКР, как показано, когда она выиграла услугу клининга, но затем она сама убрала весь дом. Это позволяет судить о том, что Мардж страдает от амнезии. Другой раз, когда семье пришлось сидеть дома у мистера Бёрнса, она заставила Лизу и себя убрать весь особняк.
Политически Мардж, как правило, поддерживает Демократическую партию, поддержав кандидатуру прогрессивного губернатора Мэри Бейли и проголосовав за Джимми Картера на его обоих президентских выборах. Она также была глубоко тронута смертью Линдона Джонсон, до такой степени, что она так сильно хотела, чтобы он был жив, что продолжала видеть его везде, куда бы она ни смотрела.

## Реакция

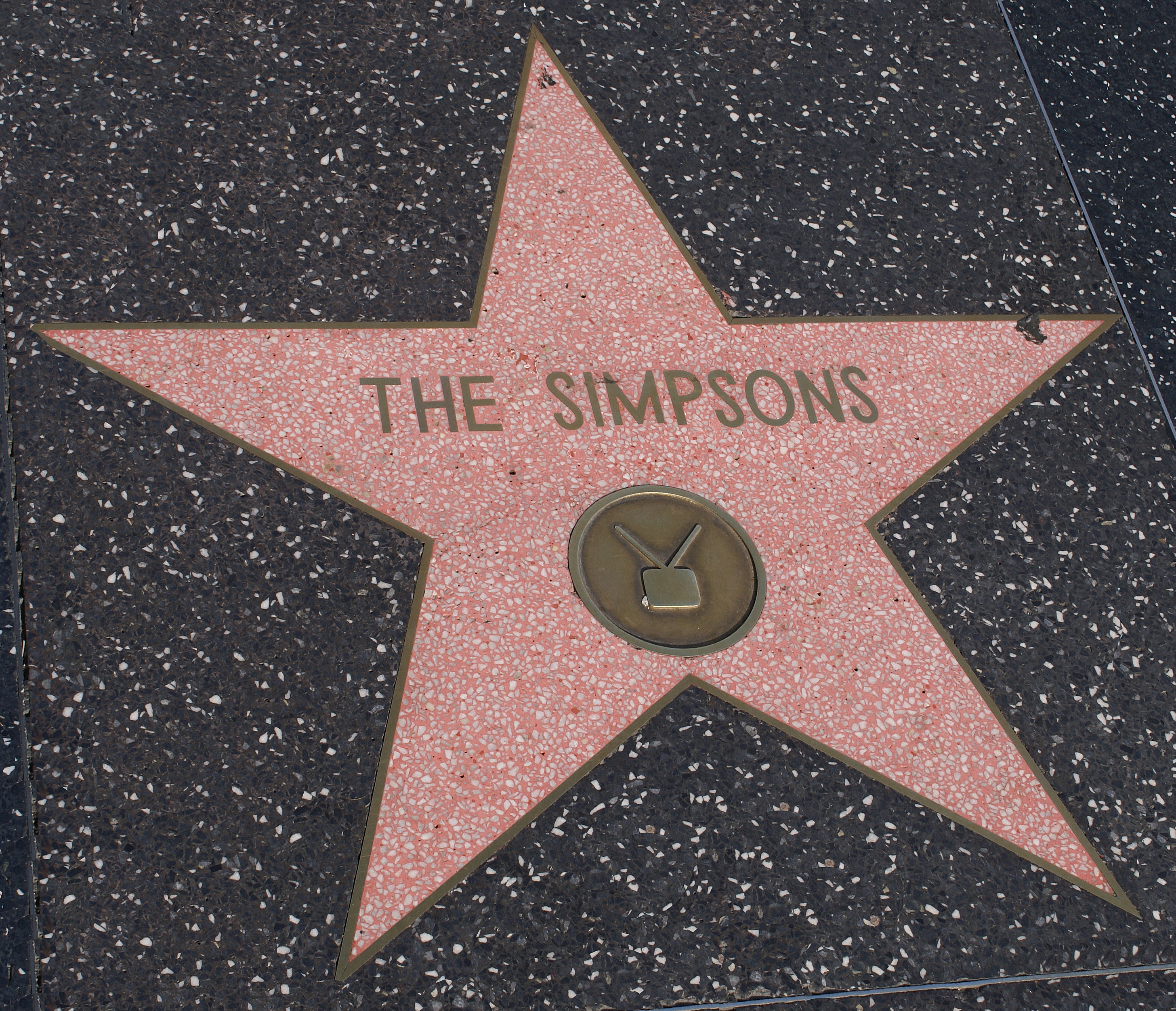
В 2000 году Мардж вместе с остальными членами семьи Симпсонов была удостоена звезды на Голливудской аллее славы.

На 44-й прайм-таймовой премии «Эмми» Кавнер получила прайм-таймовую премию «Эмми» за лучшее озвучивание роли Мардж в эпизоде третьего сезона «Я женат на Мардж». В 2004 году Кавнер и Дэн Кастелланета получили премию «Молодой актёр» за «Самых популярных маму и папу в телесериале». За свою роль в мультфильме «Симпсоны в кино» Кавнер была номинирована на премию «Энни» 2007 года за «Лучшее озвучивание в анимационном фильме», но проиграла Иэну Холму из мультфильма «Рататуй». Эмоциональное выступление Кавнер в фильме получило положительные отзывы, и один критик сказал, что она «дала то, что должно быть самым сердечным выступлением за всю историю». Различные эпизоды, в которых Мардж занимает видное место, были номинированы на премию «Эмми» за лучшую анимационную программу, в том числе «The Way We Weren’t» в 2004 году и «Life on the Fast Lane», который одержал победу в 1990 году. В 2000 году Мардж и остальная часть семьи Симпсонов были награждены звездой на Голливудской аллее славы, расположенной на Голливудском бульваре, 7021.
Мардж занимает высокое место в списках лучших телевизионных матерей всех времен. Она заняла первое место в списке Entertainment Weekly в 1994 году; первое в списке Fox News' в 2005 году; восьмое в списке CityNews в 2008 году; и была включена список журнала Time «10 лучших мам». In a 2004 poll in the United Kingdom, Marge was named the "most respected mother" by respondents. В том же году Мардж заняла третье место в опросе, проведённом компанией по исследованию мнений. В мае 2012 года Мардж была одной из 12 мам, выбранных пользователями iVillage в их списке «Mommy Dearest: The TV Moms You Love». AOL поставил Мардж на 24-е место в списке «Самые запоминающиеся женские телевизионные персонажи». Её отношения с Гомером были включены в список TV Guide «Лучшие телевизионные пары всех времён».
Религиозный писатель Кеннет Бриггс написал, что «Мардж — мой кандидат на святость… Она живёт в реальном мире, она живет с кризисами, с несовершенными людьми. Она прощает и совершает свои ошибки. Она — прощающий, любящий человек… абсолютно святой».
Мардж и Лиза — самые любимые персонажи Джеймса Л. Брукса в сериале, и те, с которыми он отождествляет себя больше всего. Мардж и Лиза более популярны, чем Гомер и Барт, в Японии, Франции и многих франкоязычных странах. Мэтт Грейнинг нежно говорил о них, хотя он предпочитает Гомера и Барта. Сэм Саймон также предпочитает Гомера и Барта, считая Мардж и Лизу слишком «хорошей парой» на его вкус.